# Н
Н je cirilska črka, ki se je razvila iz grške črke Ν tako, da se je poševna črta spremenila v vodoravno (istočasno pa se je črka Η spremenila v И). Črka Н sodi med tako imenovane »lažne prijatelje«, saj izgleda povsem enako kot latinična črka H, vendar pa se ne izgovarja enako. Izgovarja se kot n in se tako tudi prečrkuje v latinico. 
Tradicionalno ime črke Н je naš (нашь), v novejšem času pa se bolj uporablja kratko ime en.
| tiskano | pisano |
| ------- | ------ |
| Н н     | Н н    |